# Droga N706 (Holandia)
Droga prowincjonalna N706 (nid. Provinciale weg 706) – droga prowincjonalna w Holandii, w prowincji Flevoland. Przebiega od skrzyżowania z drogą N302 w pobliżu portu lotniczego Lelystad do skrzyżowania z drogą N305 niedaleko Almere.